# Alcelaphus
Alcelaphus là một chi động vật có vú trong họ Bovidae, bộ Artiodactyla. Chi này được de Blainville miêu tả năm 1816. Loài điển hình của chi này là Antilope bubalis Pallas, 1767 (= Antilope buselaphus Pallas, 1766).

## Hình ảnh

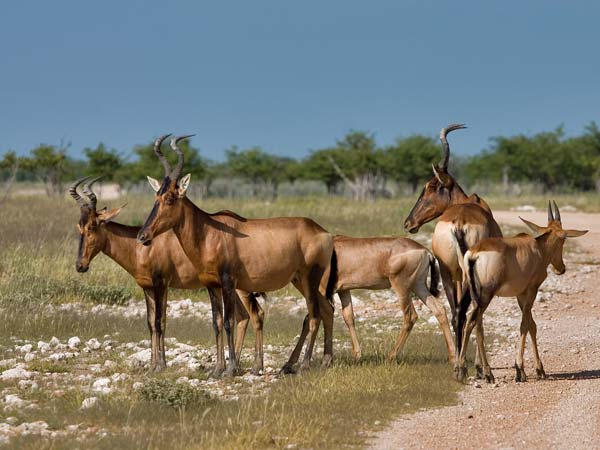
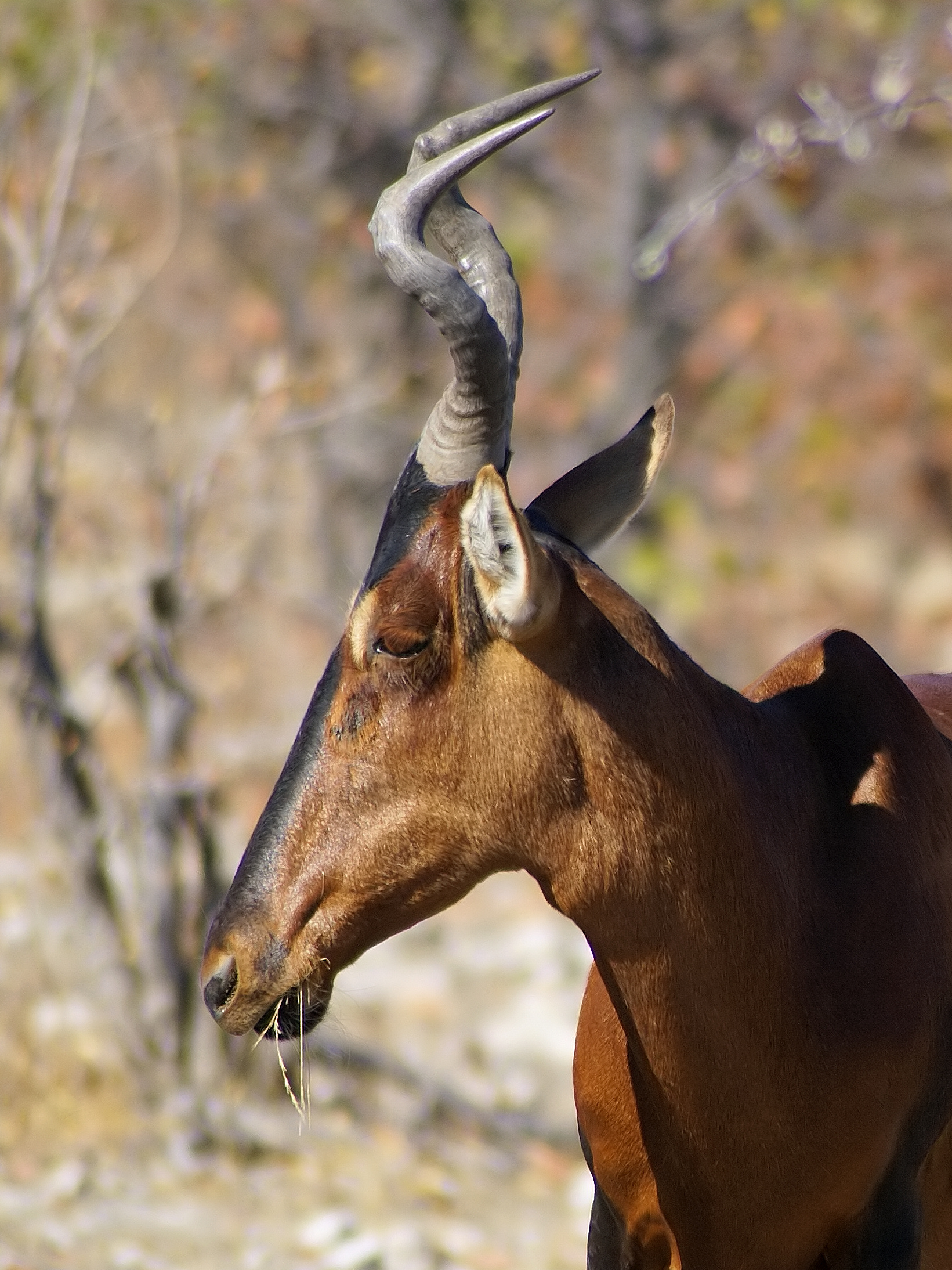
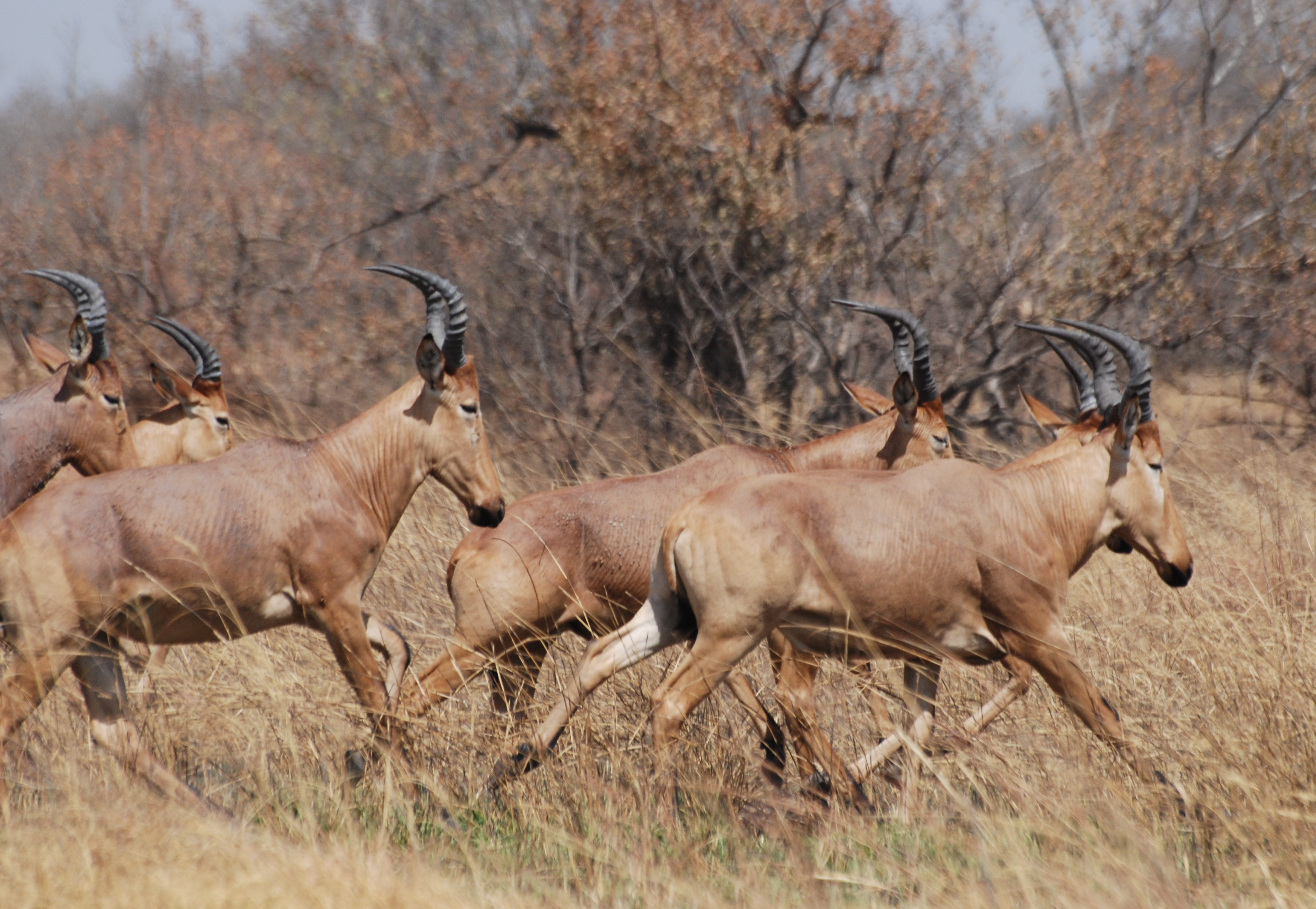
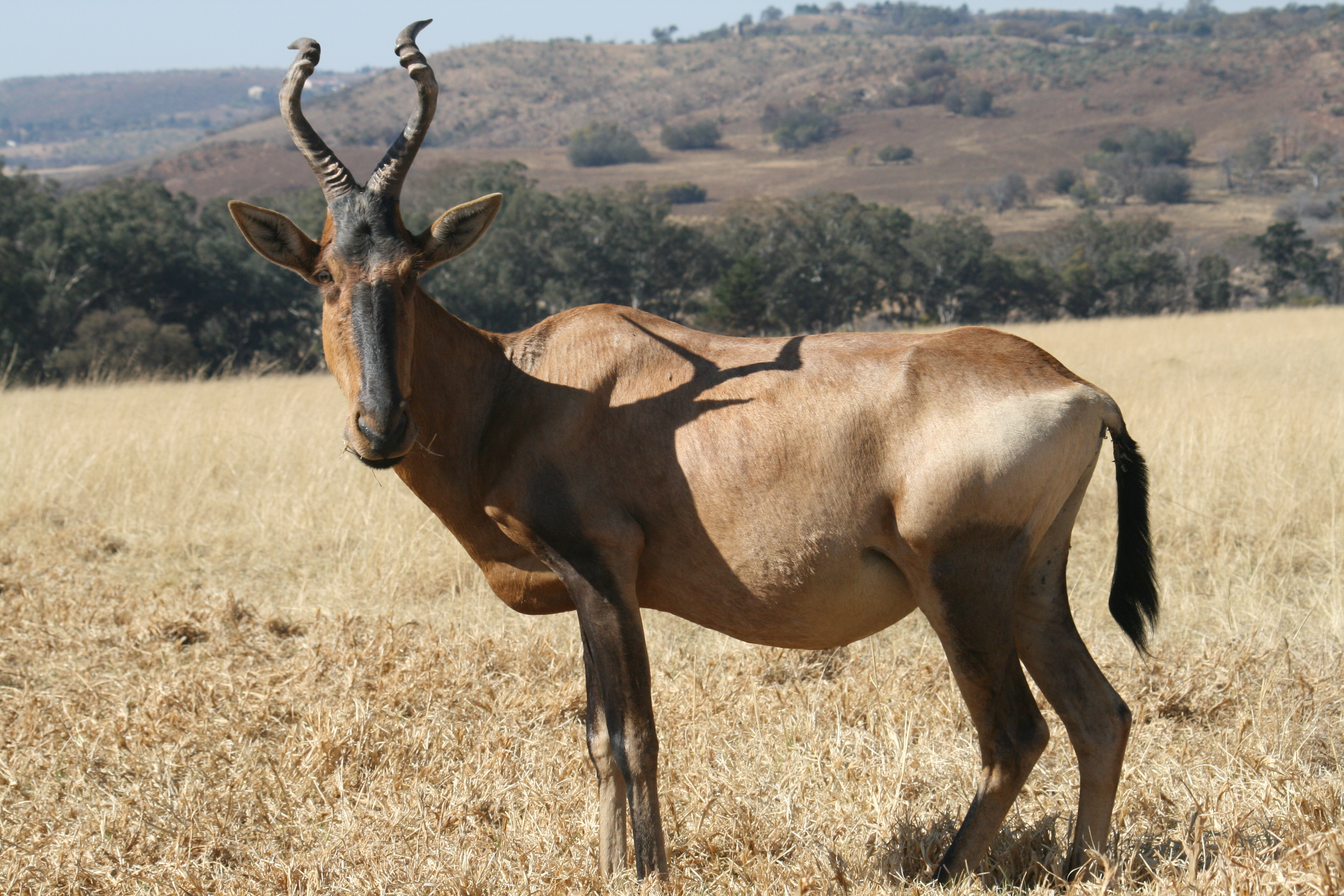
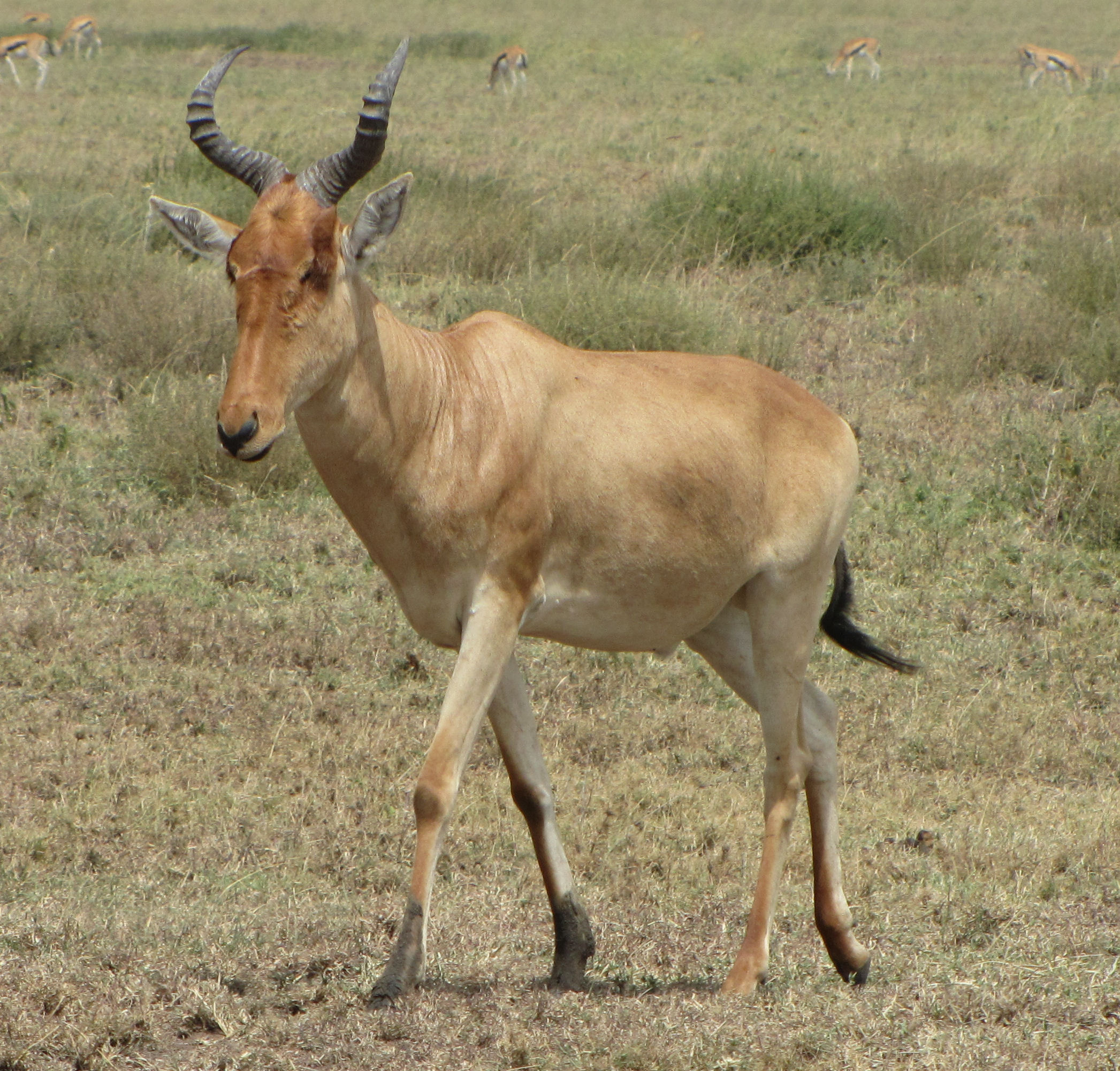

## Các loài
Chi này gồm các loài: